# 보잉 B-17 플라잉 포트리스
B-17 플라잉 포트리스는 제2차 세계 대전 중의 미국 육군 항공대의 주력 대형 폭격기였다. 미국 보잉이 제작했다.
"4발 대형 폭격기는 둔해서 야간 폭격밖에 사용할 수 없다"라고 하는 당시의 상식을 뒤엎은 획기적인 고속 폭격기로, 애칭은 '플라잉 포트리스'(Flying Fortress; 하늘을 나는 요새)이다. 이 폭격기가 연안 방어용의 요새의 연장으로서 하늘을 날아 적 함대를 요격한다고 하는 말에서 이 애칭이 붙었다. 흔히 말하는 화력과 방어력으로부터 이 애칭이 붙었다는 것은 잘못이다. 역시 보잉사가 제작한 B-29 슈퍼포트리스는 히로시마와 나가사키에 대한 세계최초이자 유일한 원자폭탄 투하에 사용된 것으로 매우 유명한데, B-17이 30톤, B-29가 60톤의 최대이륙중량을 가졌다. B-17(30톤)이 항공모함에서 이륙할 수 있는데 비해, B-29는 커서 이륙할 수 없다. B-17는 영화  미드웨이, 진주만,《맴피스벨》등...  많은 2차 세계대전 영화에 출연한 전략 폭격기이다.

## 개발의 경위
1934년에 미국 육군은, 당시의 주력 폭격기 마틴 B-10(쌍발 폭격기)의 후계기로서 항속력과 폭탄 탑재량을 2배로 강화한 「다발 폭격기」를 미국 내 항공기 제작사에 요구했다. 이런 요구에 보잉은 이전부터 사내에서 개발하고 있던 엔진 4기를 가지는 대형기의 기본 설계를 바탕으로, 시험 제작기 '모델 299'를 완성시켰다. 1935년의 제식기의 선정에서는, 모델 299는 라이벌인 더글러스 B-18(DC-2의 개조형)에 비해 압도적인 고성능을 나타내, B-17으로서 채용되었다. 그러나, 높은 가격이 문제가 되어, 첫 해 발주량은 B-18의 133기와 비해 B-17은 13기로 매우 적었다. 이 경향은 1939년의 제2차 세계 대전 발발까지 계속되었다. 그러나, 개전 후에 B-18의 성능으로는 실전에서 도움이 되지 않는 것이 분명해져, B-17의 대량생산이 개시되었다. 덧붙여 모델 299는 일본 육군도 대형기 개발의 기술 자료로서 구입을 검토했지만, 역시 높은 가격이 걸림돌이 되어 단념하였다.
덧붙여서 제2차 세계 대전에 참전하기 이전의 미국은 고립주의적 경향이 강하고, 이러한 고성능의 폭격기를 보유하는 일에 대해서는 의회와 납세자로부터의 반대가 깊었다. 그래서 '적국을 공격하기 위한 병기가 아니고, 미국 본토 방위를 위한 병기'라는 변명을 위해 '하늘을 나는 요새'라고 명명됐던 것이다. 열차포의 대체 병기로서 미국의 장대한 해안선에서 적 상륙군을 저지 및 요격한다고 하는 명목이며, 정확하게는 '하늘을 나는 연안 바리케이드'에 가까운 뉘앙스이다. 일본에 있어서는 러일 전쟁에서의 엄청난 희생을 낸 경험에서 '요새'라고 하는 것은 매우 무서운 이미지를 가지는 것이기도 하지만, 원래 요새는 국토 방위를 위해서 국경선에 만들어지는 것이다.

## 기술적 특징

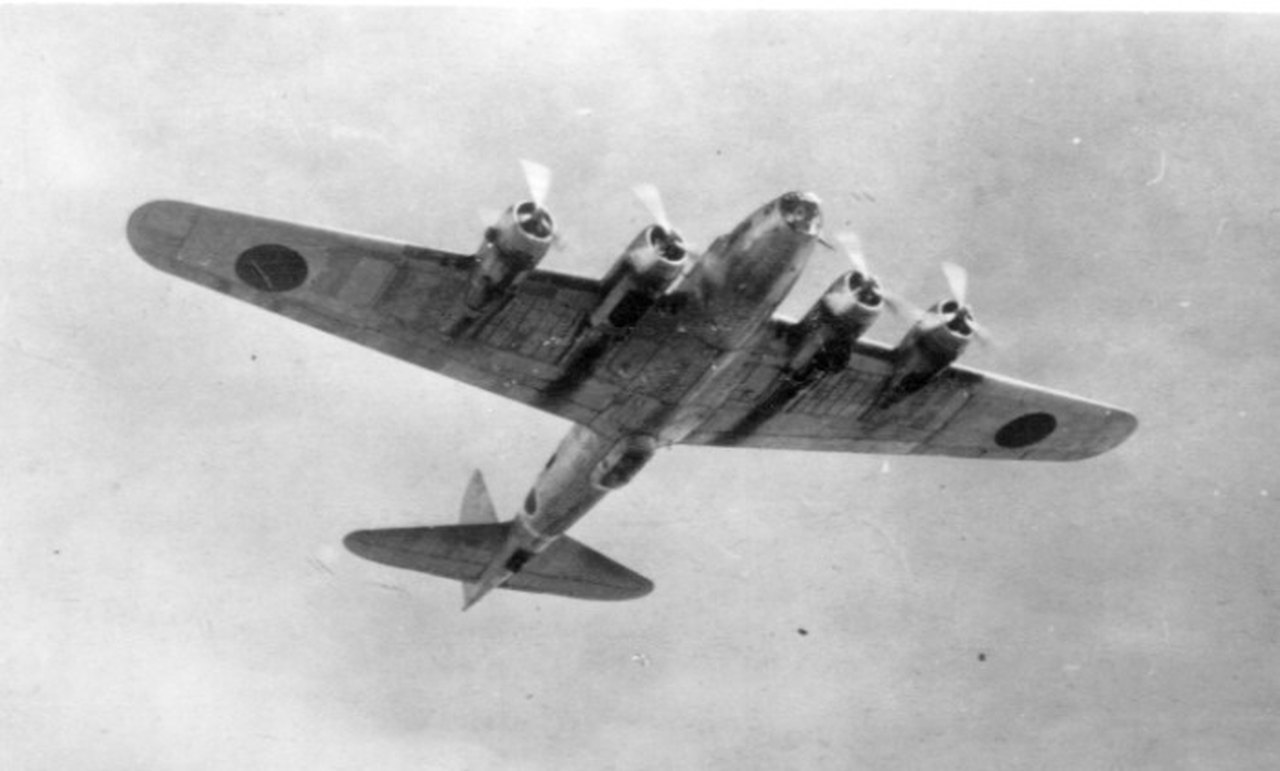
일본에 노획되어 일본기 표식을 달고 시험비행하는 B-17

당시의 상식은, 「4발 대형 폭격기는 저속으로 운동성이 나쁘고, 적의 반격이 적은 야간 폭격밖에 사용할 수 없다.」라고 하는 제1차 세계 대전 이래의 발상이 지배적이었다. 보잉은 이 상식을 뒤집을 수 있도록 획기적인 4발 주간 폭격용 폭격기를 만들어냈다.

#### 돌기물이 없는 스마트한 기체
B-17의 기체 라인은 매우 매끄러운 곡선과 직선으로 구성되어 있다. 후기형은 기관총 다수를 장비해 조금 거슬리는 외관을 가지지만, 기체 라인 그 자체는 유려하다.

#### 폭격기로서 세계 최초로 배기 터빈 채용
배기 터빈식 과급기는 엔진 배기라는 잉여 에너지를 이용하고, 엔진 내에 대량의 공기와 연료를 강제적으로 보내는 장치이다. 공기가 희박한 고공에서 피스톤 엔진의 출력을 확보하는 데 반드시 필요했기 때문에, B-17의 고공 성능도 큰 폭으로 개선되었다. 독일이나 일본에서는 실용화가 늦었기 때문에, 고공으로부터 침투하는 미군 폭격기의 요격에 매우 고생했다.
덧붙여 현재는 자동차에도 사용되고 있다(터보차저).

#### 풍부한 방어 화기
시험 제작기로 기관총 5정, 후기형의 G형에서는 13정의 브라우닝 12.7 mm 기관총을 장비하고 있었다.

#### 우수한 방탄 장비

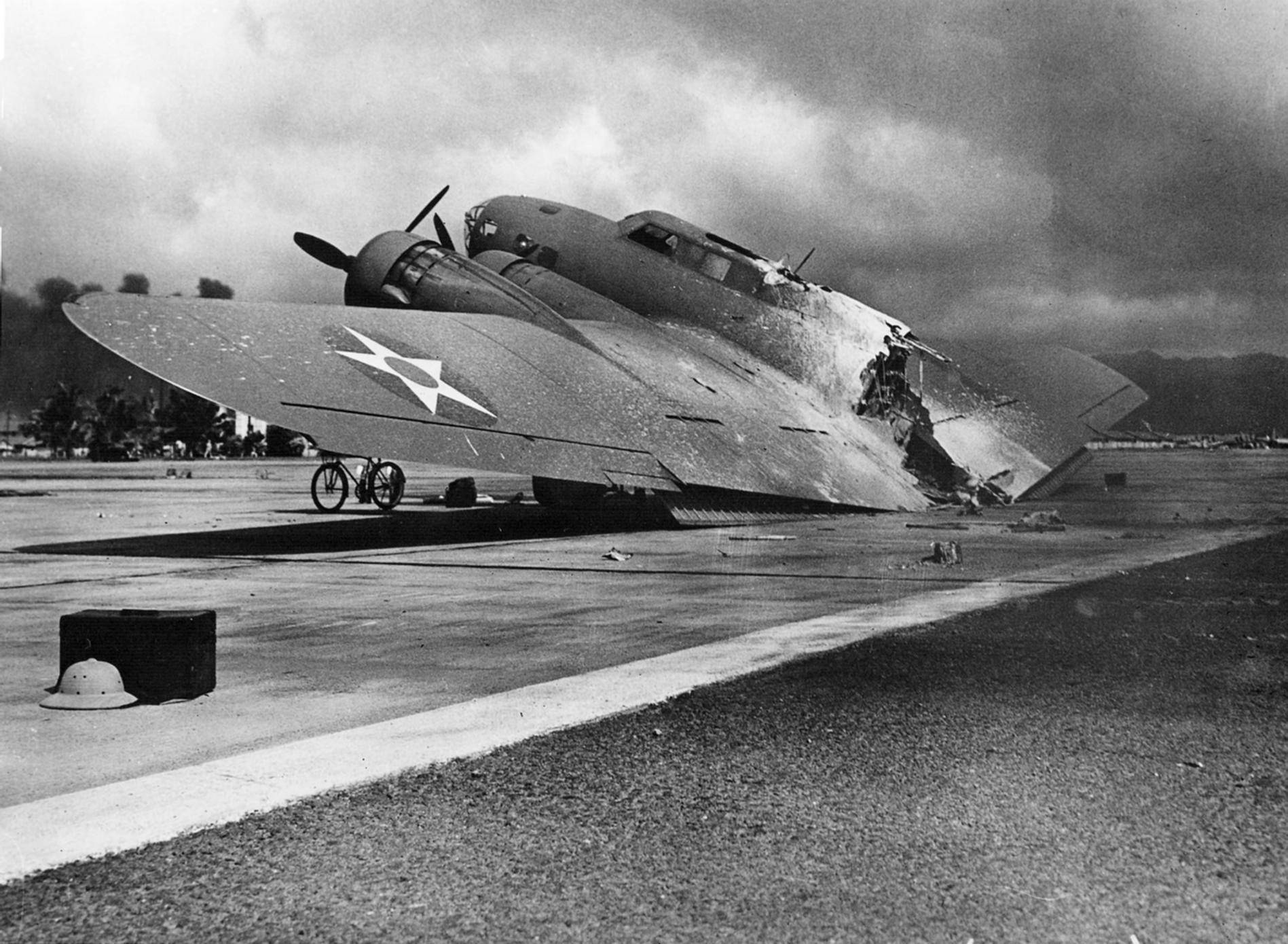
진주만 공격 때 일본군의 공격에 의해 파괴된 B-17

기체 주요부는 방탄 장갑으로 둘러싸여져 우수한 방탄 능력·내구력을 가지고 있어 소형 화기로의 격추는 곤란했다고 여겨진다. 그러나 이 장비가 실질적으로 유효하게 되는 것은 태평양 전쟁 개입에 전후해 생산이 개시된 E형에서부터였다. 그 이전에는 영국 공군의 폭격기인 핸들리 페이지 핼리팩스와 비교해 뒤떨어졌었지만, E형 이후는 강화된 장비, 밀집 편대에 의한 방어 화력의 밀접화에 의해서 격추되기 어려워져, 그것과 아울러 노르덴식 폭격 조준기에 의해서 정확한 투탄이 가능했다(단, “정확한 투탄”은 이론상의 이야기이며, 실제는 강한 바람이나 적의 투탄 방해에 의해서 명중도는 높지 않았다고도 말해지고 있다).

## 활약
B-17은 제2차 세계 대전 중의 유럽에서 미군의 주력 폭격기로서 활약했다. 영국을 기지로 한 대독일에의 주간 폭격 임무에 투입되었다. 호위 전투기가 충분하지 않았던 1943년경까지는, 밀집 대형으로 「하늘을 나는 요새」상을 발휘, 독일 요격 전투기에 의해 다수의 손해를 내면서도, 루르 지방 등 독일의 공업지대를 정확하게 폭격·파괴했다. 1944년 이후에는, P-51 전투기가 호위기로서 본격적으로 사용되어 B-17의 손해는 감소했다.

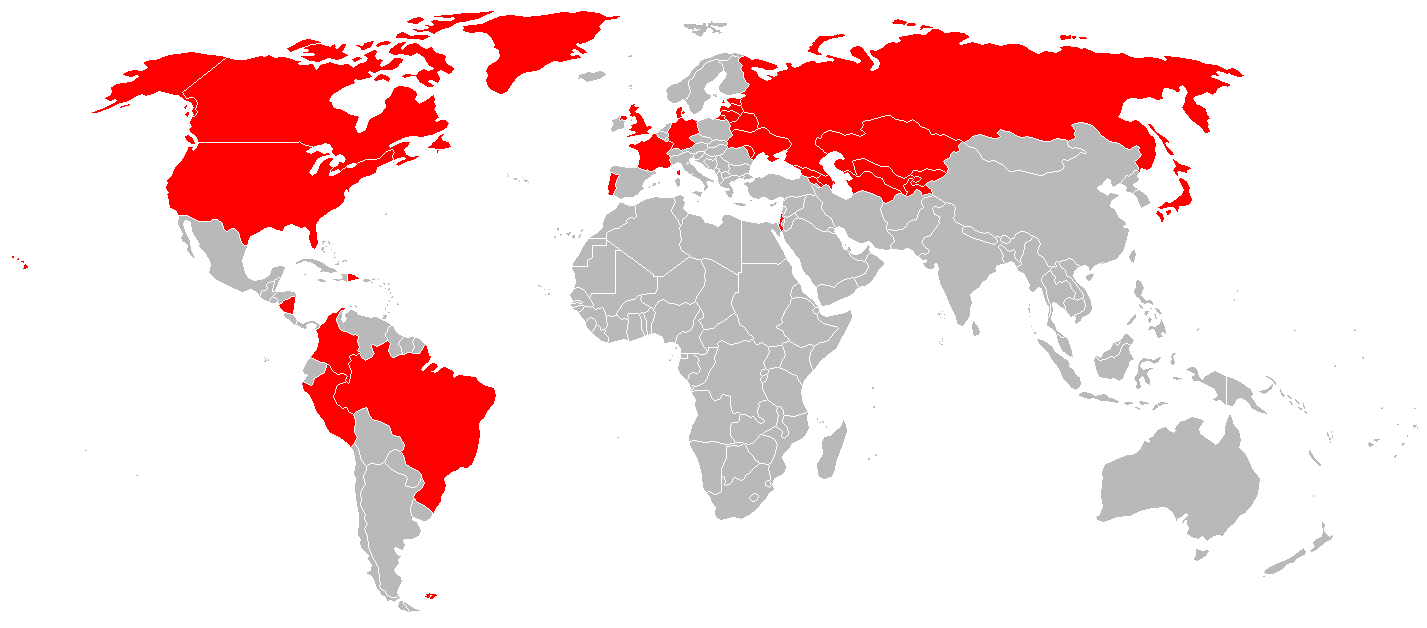
군용 B-17 운용국

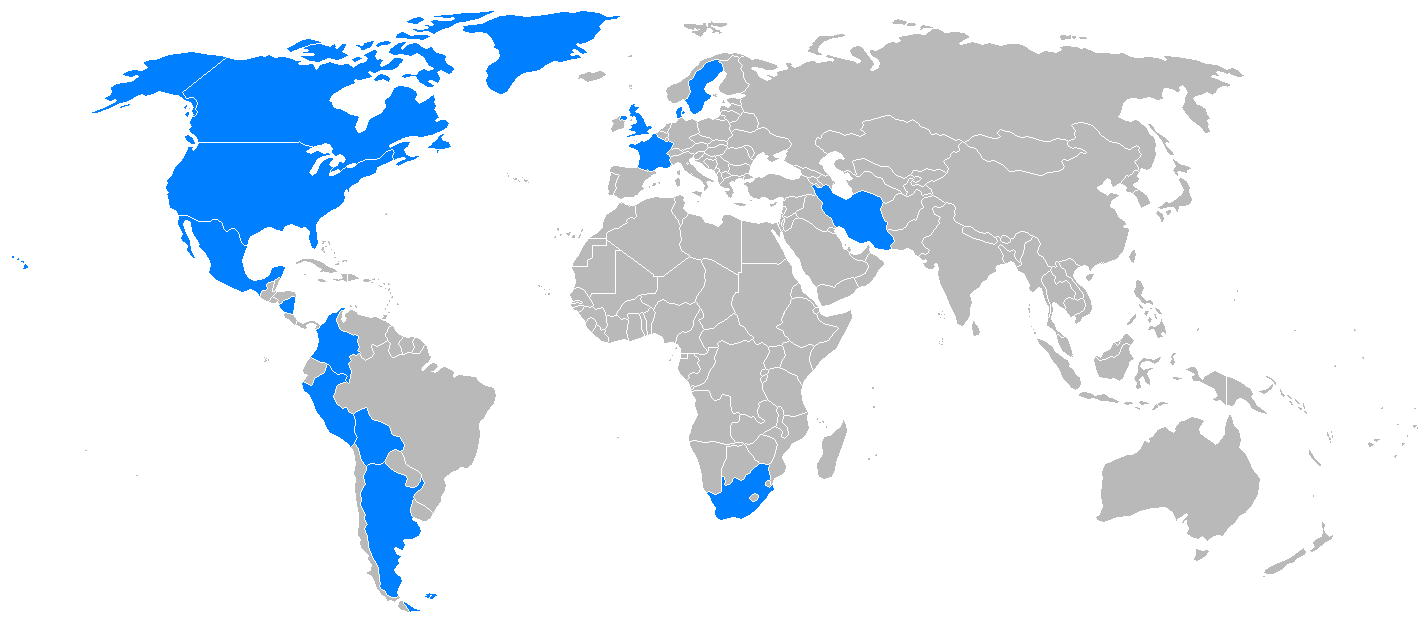
민간용 B-17 운용국

야간 폭격을 담당한 영국군의 아브로 랭카스터 폭격기와 함께, 독일의 전쟁 지속 능력을 상실시키는 주인공이 되었다. B-17과 아브로 랭카스터는 제2차 세계 대전중에 각각 약 60만 톤의 폭탄을 투하했다고 한다. 덧붙여서 B-29 슈퍼포트리스가 일본에 투하한 양은 약 17만 톤이었다.
태평양 전쟁에서는 주로 필리핀이나 오스트레일리아에 배치되어 개전으로부터 전쟁 중기까지 활동했다. 남동 방면에서는 라바울이나 부건빌 등의 일본군 근거지에 대한 폭격 외에도 해상 초계기로도 활약했다. 그러나, 항속 거리나 폭탄 탑재량이 뛰어난 B-24 리버레이터가 취역하면서, 1942년부터 1943년에 걸쳐 B-17 부대는 차례차례 B-24 부대로 개편되었고, 전쟁 후반에는 정찰이나 구난 임무 등에 종사하고 있는 기체를 제외한 B-17은 자취를 감추었다.

## 생산 수
| 버전              | 생산 수 | 내용  | 첫비행+         |
| ----------------- | ------- | ----- | --------------- |
| 모델 299          | 1       |       | 1935년 7월 28일 |
| YB-17             | 13      |       | 1936년 12월 2일 |
| YB-17A            | 1       |       | 1938년 4월 29일 |
| B-17B             | 39      |       | 1939년 6월 27일 |
| B-17C             | 38      |       | 1940년 7월 21일 |
| B-17D             | 42      |       | 1941년 2월 3일  |
| B-17E             | 512     |       | 1941년 9월 5일  |
| B-17F             | 3,405   |       | 1942년 5월 30일 |
| 보잉              |         | 2,300 |                 |
| 더글라스          |         | 605   |                 |
| 베가 에어크래프트 |         | 500   |                 |
| B-17G             | 8,680   |       |                 |
| 보잉              |         | 4,035 |                 |
| 더글라스          |         | 2,395 |                 |
| 베가 에어크래프트 |         | 2,250 |                 |
| 총계              | 12,731  |       |                 |

B-17 각 형의 합계 생산수는 12,731대인데, 그 가운데  보잉에 의하는 것은 6,981대, 그 밖에 3,000대가 더글라스, 2,750데가 록히드 산하의 베가 에어크래프트에 의해서 제조되었다.

## 제원 (B-17G)
정보의 출처: The Encyclopedia of World Aircraft
일반 특성
- 승무원: 10: Pilot, co-pilot, navigator, bombardier/nose gunner, flight engineer-top turret gunner, radio operator, waist gunners (2), ball turret gunner, tail gunner[2]
- 길이: 74 ft 4 in (22.66 m)
- 날개폭: 103 ft 9 in (31.62 m)
- 높이: 19 ft 1 in (5.82 m)
- 날개면적: 1,420 sq ft (131.92 m2)
- 날개꼴: NACA 0018 / NACA 0010
- 공허중량: 36,135 lb (16,391 kg)
- 탑재중량: 54,000 lb (24,500 kg)
- 최대이륙중량: 65,500 lb (29,700 kg)
- 엔진: 4× Wright R-1820-97 "Cyclone" turbosupercharged radial engines, 1,200 hp (895 kW)  각각

성능
- 최대속도: 287 mph (249 kn, 462 km/h)
- 순항속도: 182 mph (158 kn, 293 km/h)
- 항속거리: 2,000 mi (1,738 nmi, 3,219 km) with 2,700 kg (6,000 lb) bombload
- 상승한도: 35,600 ft (10,850 m)
- 상승률: 900 ft/min (4.6 m/s)
- 날개하중: 38.0 lb/sq ft (185.7 kg/m2)
- 출력대중량비: 0.089 hp/lb (150 W/kg)

무장
- 기관포: 13 × .50 in (12.7 mm) M2 Browning machine guns in 4 turrets in dorsal, ventral, nose and tail, 2 in waist positions, 2 beside cockpit and 1 in the lower dorsal position
- 폭탄: 

  - Short range missions (<400 mi): 8,000 lb (3,600 kg)
  - Long range missions (≈800 mi): 4,500 lb (2,000 kg)
  - Overload: 17,600 lb (7,800 kg)

## 같이 보기
- 보잉 XB-15